# بيرمونت (نيويورك)
بيرمونت (بالإنجليزية: Piermont, New York)‏ هي منطقة سكنية تقع في الولايات المتحدة في مقاطعة روكلاند، نيويورك. يقدر عدد سكانها بـ 2,510 نسمة ومساحتها 3.0 كم2 وترتفع عن سطح البحر 29 متر.

## التركيبة السكانية
حدّد مكتب تعداد الولايات المتحدة بيانات التركيبة السكانية لبيرمونت في تعداد الولايات المتحدة. في ما يلي، التركيبة السكانية حسب تعدادي 2000 و2010.

### تعداد عام 2000
بلغ عدد سكان بيرمونت 2,607 نسمة بحسب تعداد عام 2000، وبلغ عدد الأسر 1,189 أسرة وعدد العائلات 673 عائلة مقيمة في القرية. في حين سجلت الكثافة السكانية 877.8 نسمة لكل كيلومتر مربع (2,273.5/ميل2). وبلغ عدد الوحدات السكنية 1,320 وحدة بمتوسط كثافة قدره 444.4 لكل كيلومتر مربع (1,151.0/ميل2).
وتوزع التركيب العرقي للقرية بنسبة 78.75% من البيض و4.72% من الأمريكيين الأفارقة و0.19% من الأمريكيين الأصليين و7.79% من الأمريكيين ذوي الأصول الآسيوية و5.49% من الأعراق الأخرى و3.07% من عرقين مختلطين أو أكثر و11.62% من الهسبانيون أو اللاتينيون من أي عرق.
بلغ عدد الأسر 1,189 أسرة كانت نسبة 26.4% منها لديها أطفال تحت سن الثامنة عشر تعيش معهم، وبلغت نسبة الأزواج القاطنين مع بعضهم البعض 43.7% من أصل المجموع الكلي للأسر، ونسبة 9.4% من الأسر كان لديها معيلات من الإناث دون وجود شريك، بينما كانت نسبة 3.5% من الأسر لديها معيلون من الذكور دون وجود شريكة وكانت نسبة 43.4% من غير العائلات. تألفت نسبة 35.5% من أصل جميع الأسر من عدة أفراد يعيشون في نفس المنزل ونسبة 6.4% كانت تتألف من شخص يعيش بمفرده يبلغ من العمر 65 عاماً أو أكثر. وبلغ متوسط حجم الأسرة المعيشية 2.19، أما متوسط حجم العائلات فبلغ 2.87.
بلغ العمر الوسطي للسكان 40.5 عاماً. وكانت نسبة 19.2% من القاطنين تحت سن الثامنة عشر، وكانت نسبة 6.4% بين الثامنة عشر والرابعة والعشرين عاماً، ونسبة 32.7% كانت واقعةً في الفئة العمرية ما بين الخامسة والعشرين والرابعة والأربعين عاماً، ونسبة 30.5% كانت ما بين الخامسة والأربعين والرابعة والستين، ونسبة 11.2% كانت ضمن فئة الخامسة والستين عاماً فما فوق. يوجد لكل 100 أنثى 100.5 ذكر، ويوجد لكل 100 أنثى في الثامنة عشر من عمرها فما فوق 98.3 ذكر.
بلغ متوسط دخل الأسرة في القرية 61,591 دولارًا، أما متوسط دخل العائلة فبلغ 89,846 دولارًا. وكان متوسط دخل الذكور 50,659 دولارًا مقابل 43,176 دولارًا للإناث. وسجل دخل الفرد الخاص بالقرية 43,731 دولارًا. وكانت نسبة 3% من العائلات ونسبة 9% من السكان تحت خط الفقر، وكان من هؤلاء نسبة 13.4% تحت سن الثامنة عشر ونسبة 4.4% في الخامسة والستين من العمر وما فوق.

### تعداد عام 2010
بلغ عدد سكان بيرمونت 2,510 نسمة بحسب تعداد عام 2010، وبلغ عدد الأسر 1,236 أسرة وعدد العائلات 650 عائلة مقيمة في القرية. في حين سجلت الكثافة السكانية 845.1 نسمة لكل كيلومتر مربع (2,188.8/ميل2). وبلغ عدد الوحدات السكنية 1,340 وحدة بمتوسط كثافة قدره 451.2 لكل كيلومتر مربع (1,168.6/ميل2).
وتوزع التركيب العرقي للقرية بنسبة 86.06% من البيض و3.35% من الأمريكيين الأفارقة و0.04% من الأمريكيين الأصليين و6.06% من الأمريكيين ذوي الأصول الآسيوية و2.39% من الأعراق الأخرى و2.11% من عرقين مختلطين أو أكثر و9.88% من الهسبانيون أو اللاتينيون من أي عرق.
بلغ عدد الأسر 1,236 أسرة كانت نسبة 20.7% منها لديها أطفال تحت سن الثامنة عشر تعيش معهم، وبلغت نسبة الأزواج القاطنين مع بعضهم البعض 42.2% من أصل المجموع الكلي للأسر، ونسبة 8.3% من الأسر كان لديها معيلات من الإناث دون وجود شريك، بينما كانت نسبة 2% من الأسر لديها معيلون من الذكور دون وجود شريكة وكانت نسبة 47.4% من غير العائلات. تألفت نسبة 38.2% من أصل جميع الأسر من عدة أفراد يعيشون في نفس المنزل ونسبة 10% كانت تتألف من شخص يعيش بمفرده يبلغ من العمر 65 عاماً أو أكثر. وبلغ متوسط حجم الأسرة المعيشية 2.03، أما متوسط حجم العائلات فبلغ 2.70.
بلغ العمر الوسطي للسكان 47.7 عاماً. وكانت نسبة 15.2% من القاطنين تحت سن الثامنة عشر، وكانت نسبة 5.6% بين الثامنة عشر والرابعة والعشرين عاماً، ونسبة 23.9% كانت واقعةً في الفئة العمرية ما بين الخامسة والعشرين والرابعة والأربعين عاماً، ونسبة 37.4% كانت ما بين الخامسة والأربعين والرابعة والستين، ونسبة 18% كانت ضمن فئة الخامسة والستين عاماً فما فوق. وتوزع التركيب الجنسي للسكان بنسبة 47.3% ذكور و52.7% إناث.

## أعلام
- آرثر كونينغهام